# Katharinenufer
Das Katharinenufer ist eine Straße am Rande der Trierer Innenstadt. Es läuft parallel zum Moselufer zwischen Krahnenufer und Martinsufer.

## Geschichte
Der Name bezieht sich auf das Dominikanerkloster St. Katharina in unmittelbarer Nähe. Das Kloster wurde 1288 vom Petrisberg an das Moselufer verlegt, als Ordulph von Ören den Nonnen das Gebiet schenkte. Den Namen trägt es seit 1883; ab 1862 hieß jedoch bereits Katharinenquai, historisch auch Moselquai.

## Kulturdenkmäler
In der Straße gibt es zehn Kulturdenkmäler, hauptsächlich Villen um 1910 im Stil der Reformarchitektur bzw. des Neoklassizismus. Einige weisen auch Motive des Jugendstils und des Historismus auf. Die Villen (Hausnummern 2–12) bilden eine Denkmalzone.
Älteren Datums ist das Alte Zollhaus, das um 1815 als Pförtnerhaus des Katharinentors errichtet wurde. Es ist ein eineinhalbgeschossiger klassizistischer Walmdachbau. Seine Bedeutung als Zollhaus verlor es 1831, als das neue Hauptzollamt fertiggestellt wurde. Ab 1875 wurden Zollamt und Katharinentor nach Abriss der Stadtmauer nicht mehr genutzt. Heute ist es die Residenz des Trierer Karnevalsvereins KG Heuschreck, der es 1982 für 290.000 DM erwarb und seit dem 30. Juni 1984 offiziell als Vereinshaus nutzt.
Das Katharinentor (auch Zurlaubener Tor genannt) war eines der Trierer Stadttore. Anstelle eines mittelalterlichen Stadttores erfolgte 1815 ein Neubau. Das Tor wurde im Jahr 1879 abgerissen.

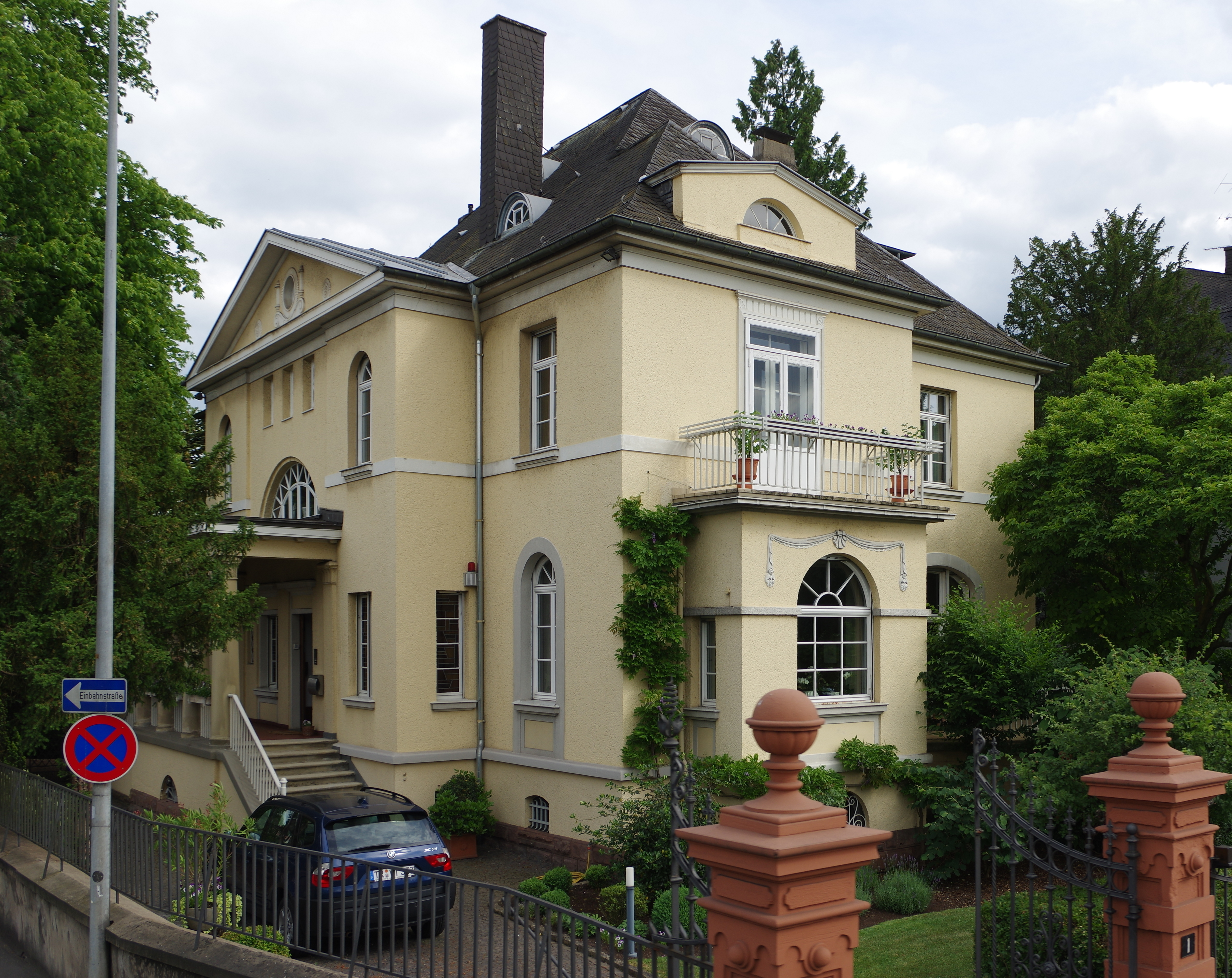
Trier, Katharinenufer 1, neuklassizistische Villa, 1920, Architekten Peter Marx und Peter Gracher
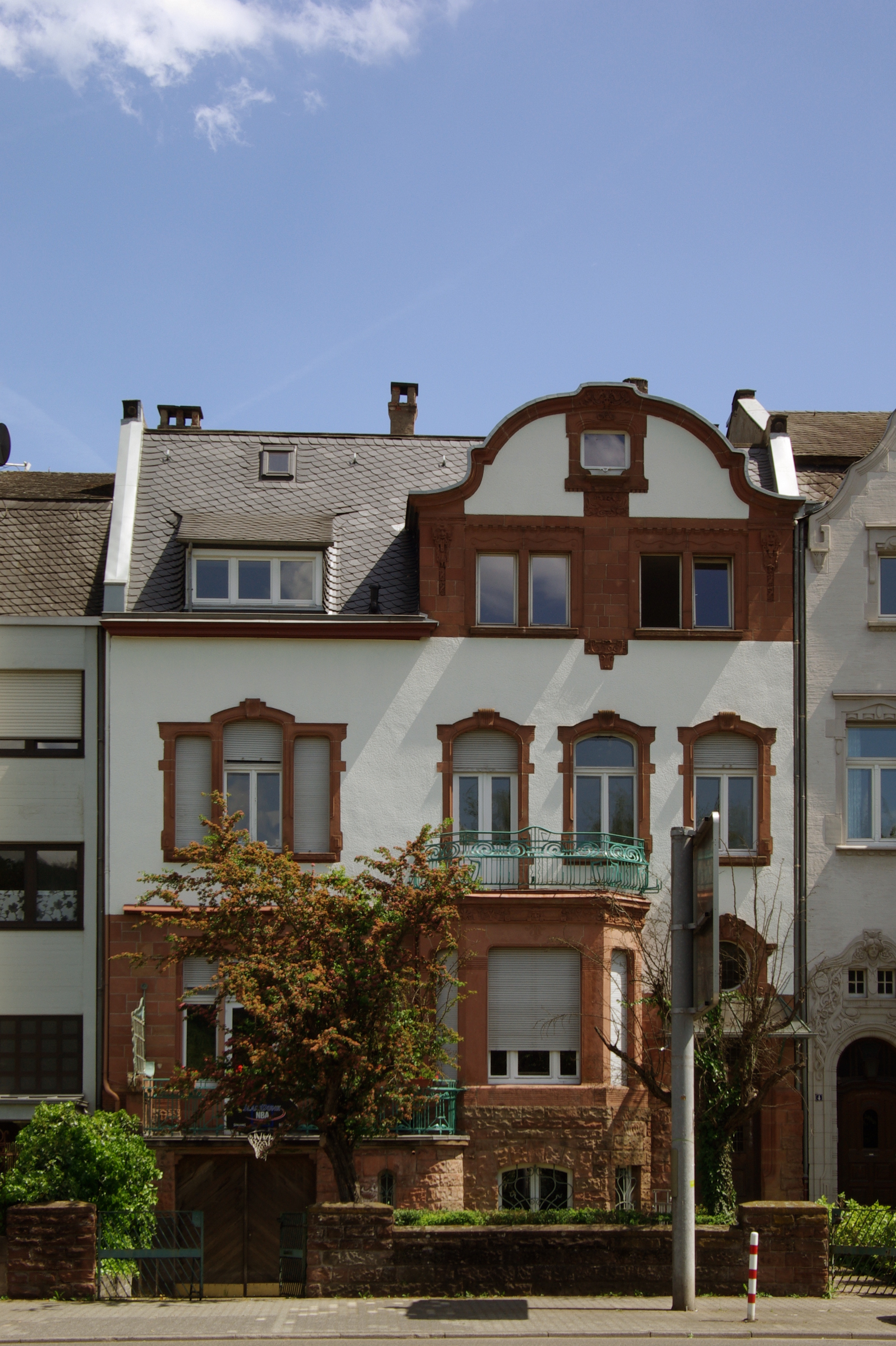
Katharinenufer 3: späthistoristische Reihenvilla, Jugendstilmotive, 1905/06, Architekt C. Kokke
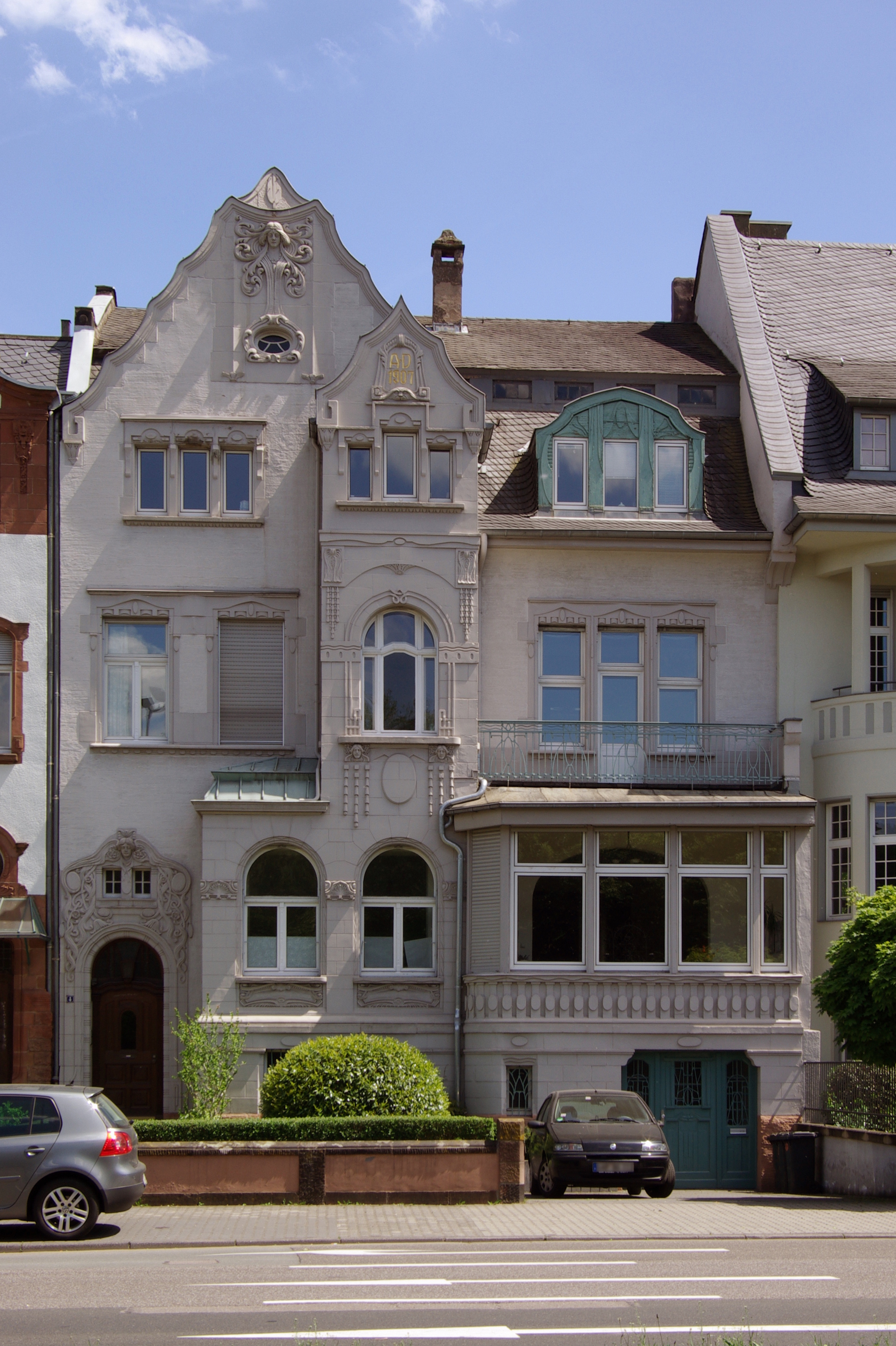
Katharinenufer 4: dreigeschossige Jugendstil-Reihenvilla, 1907, Architekt C. Kokke
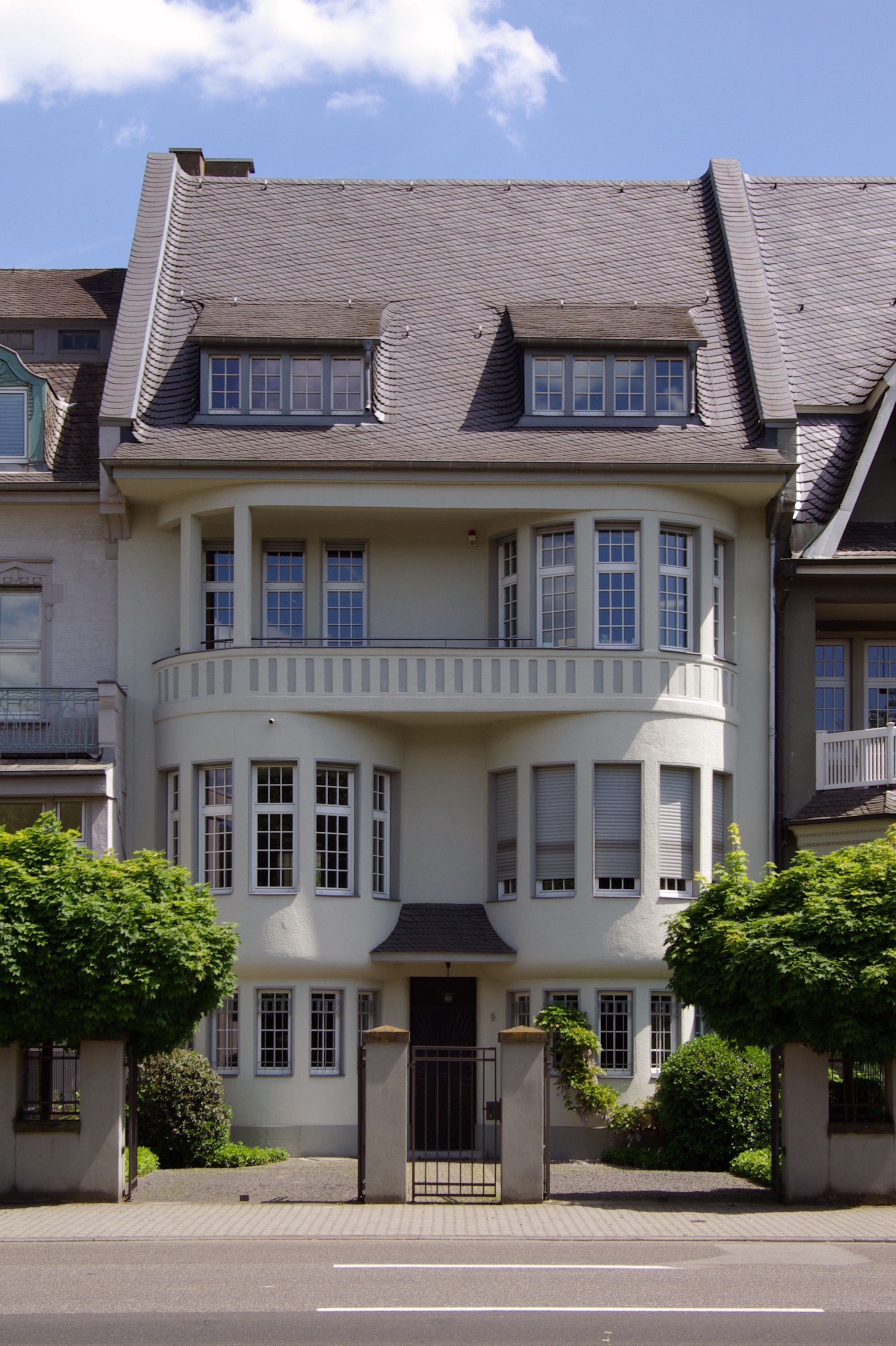
Katharinenufer 5: Reihenvilla im Reformstil mit zwei nahezu halbrunden Standerkern, 1909, Architekt C. Kokke
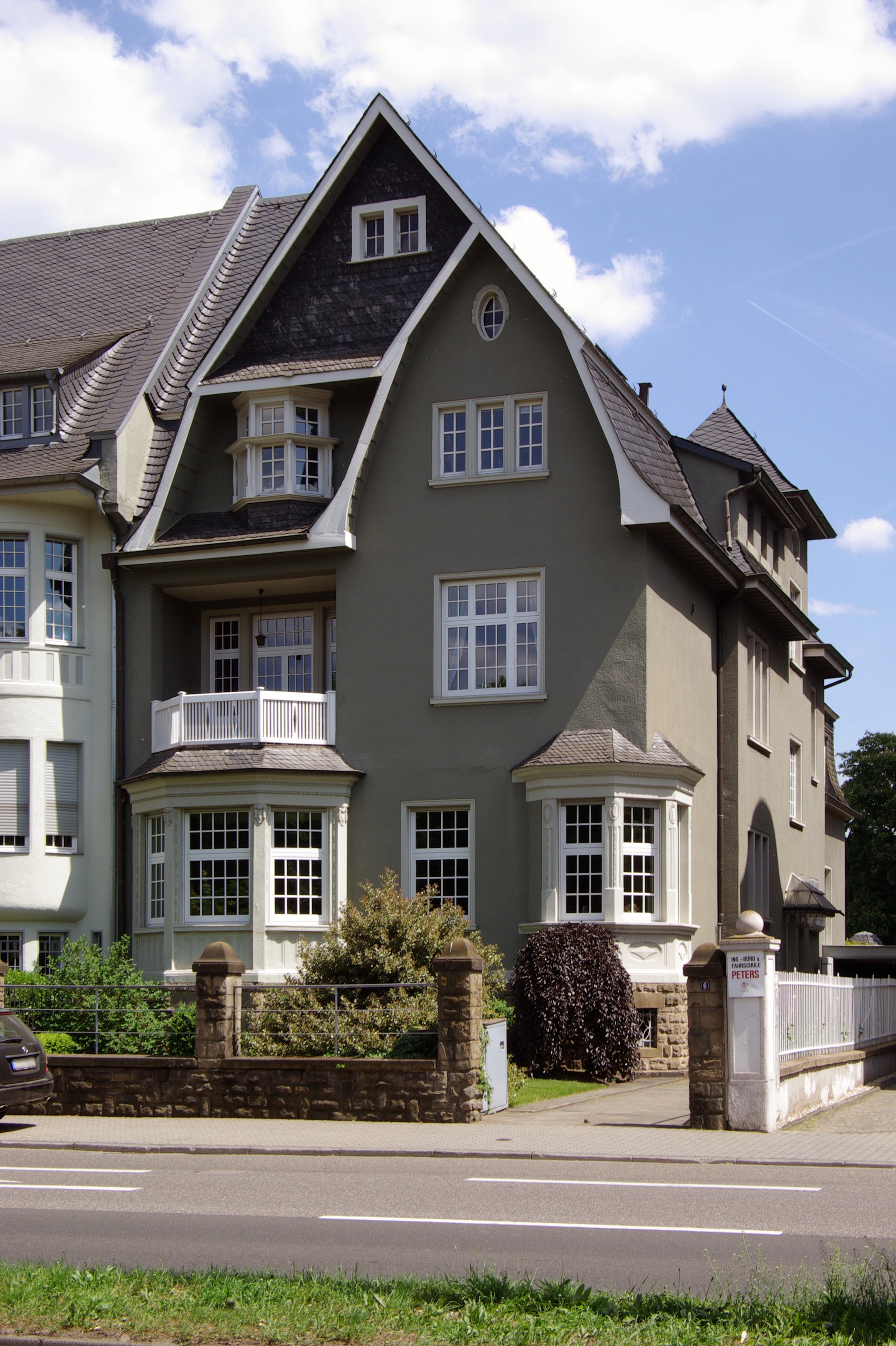
Katharinenufer 6: aufwändige Reihenvilla im Landhausstil, 1911/12, Architekt C. Kokke, straßenseitige Einfriedung und Gartenlaube bauzeitlich
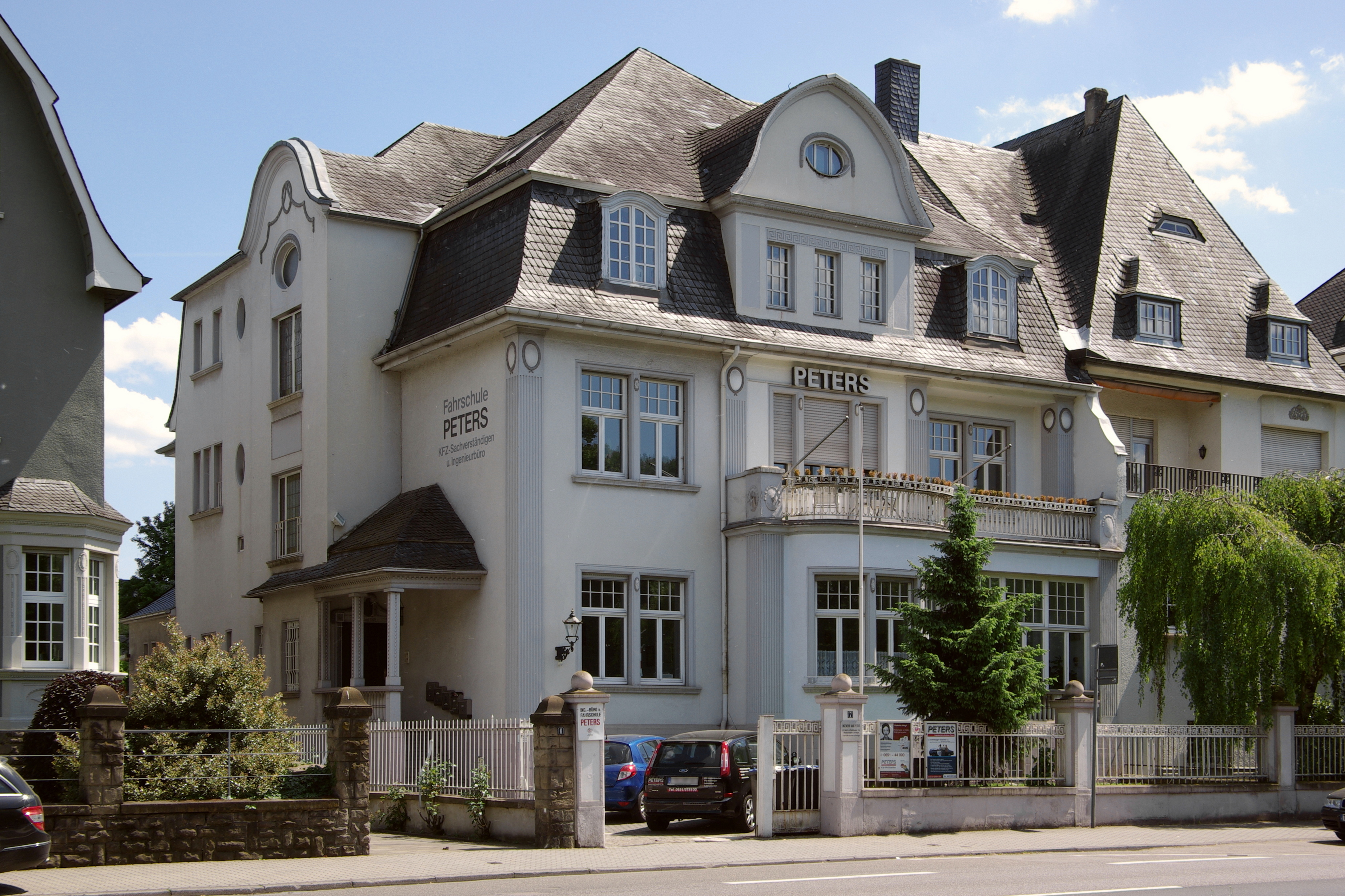
Katharinenufer 7: repräsentative neuklassizistische Halbvilla, 1912, Architekt C. Kokke
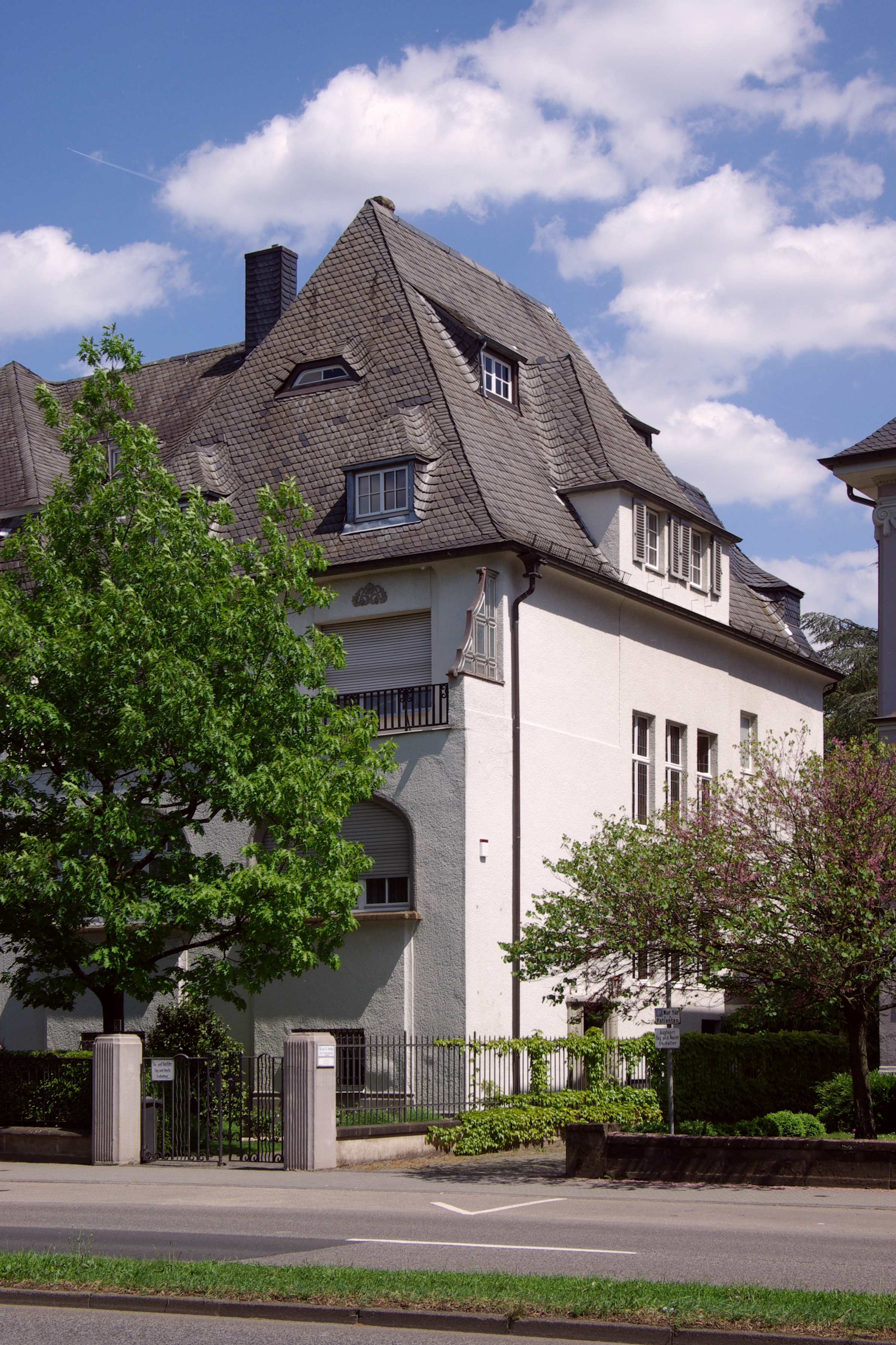
Katharinenufer 8: Halbvilla, blockhafter Walmdachbau, Reformarchitektur, 1911, Architekt F. J. Kuhn
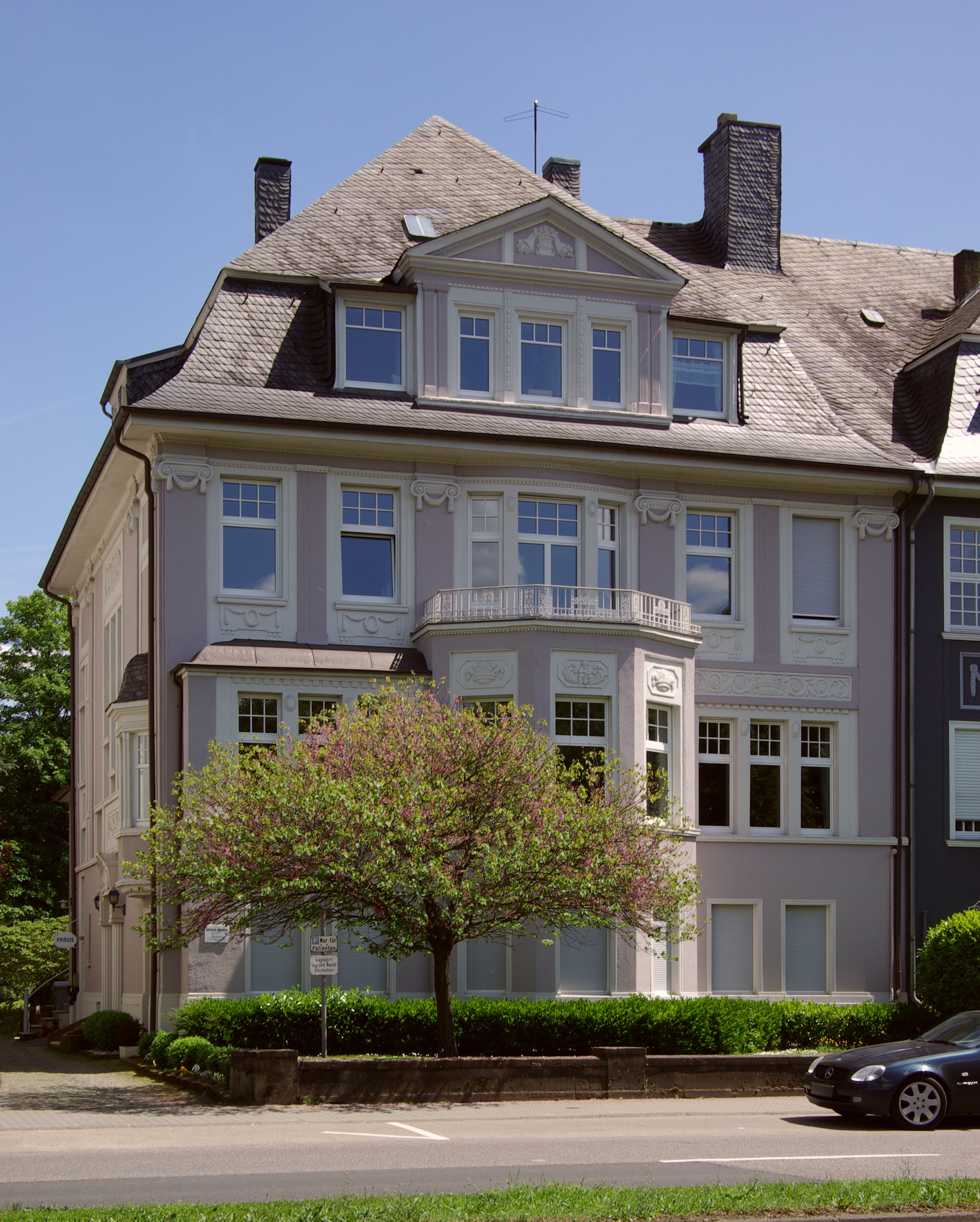
Katharinenufer 9: stattliche dreigeschossige neuklassizistische Halbvilla mit Mansardwalmdach, 1912, Architekt C. Kokke
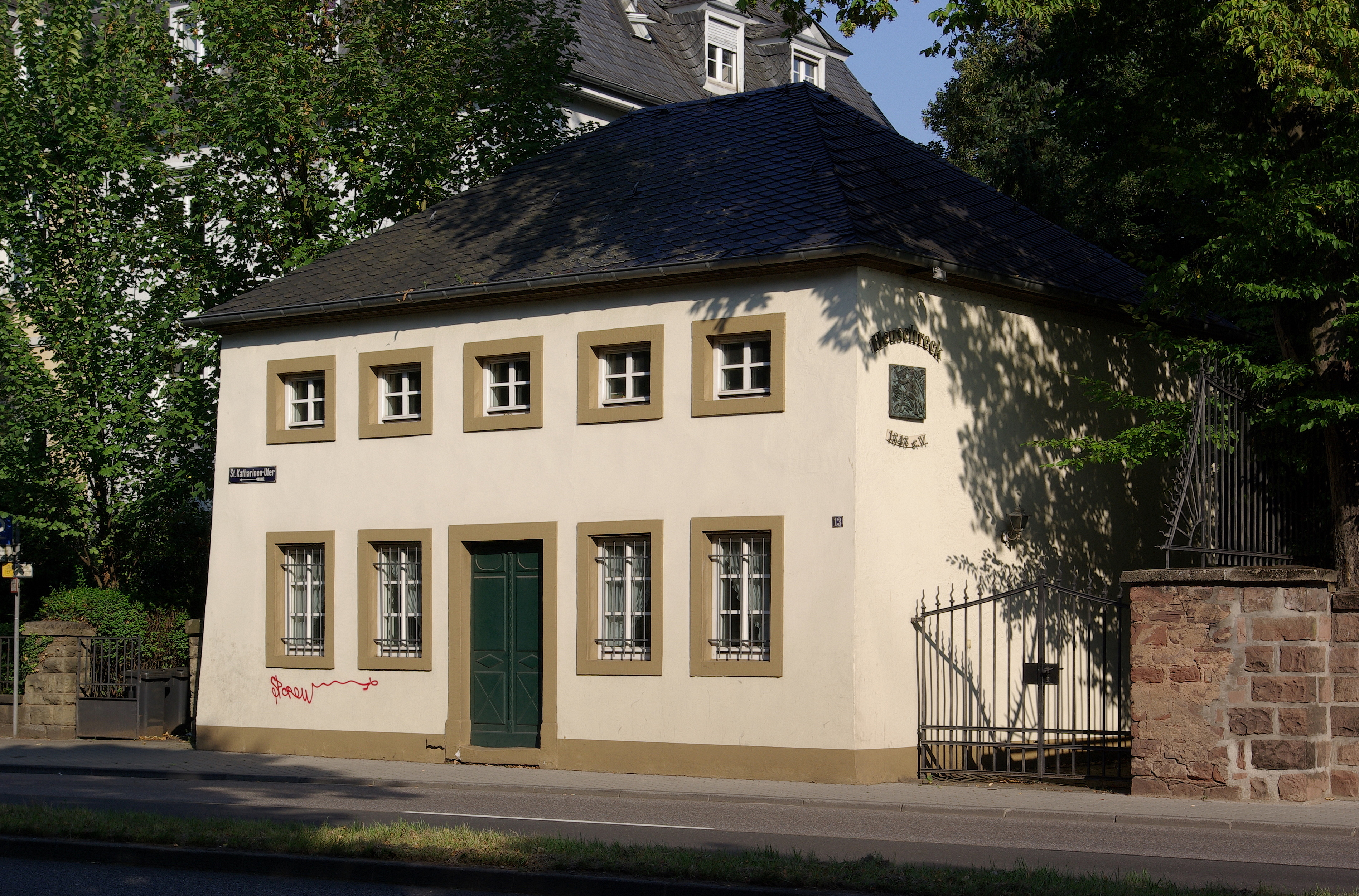
Sogenanntes Altes Zollhaus; ehemaliges Pförtnerhaus des Katharinentors; eineinhalbgeschossiger klassizistischer Walmdachbau, 1815